# Middle Stone Age

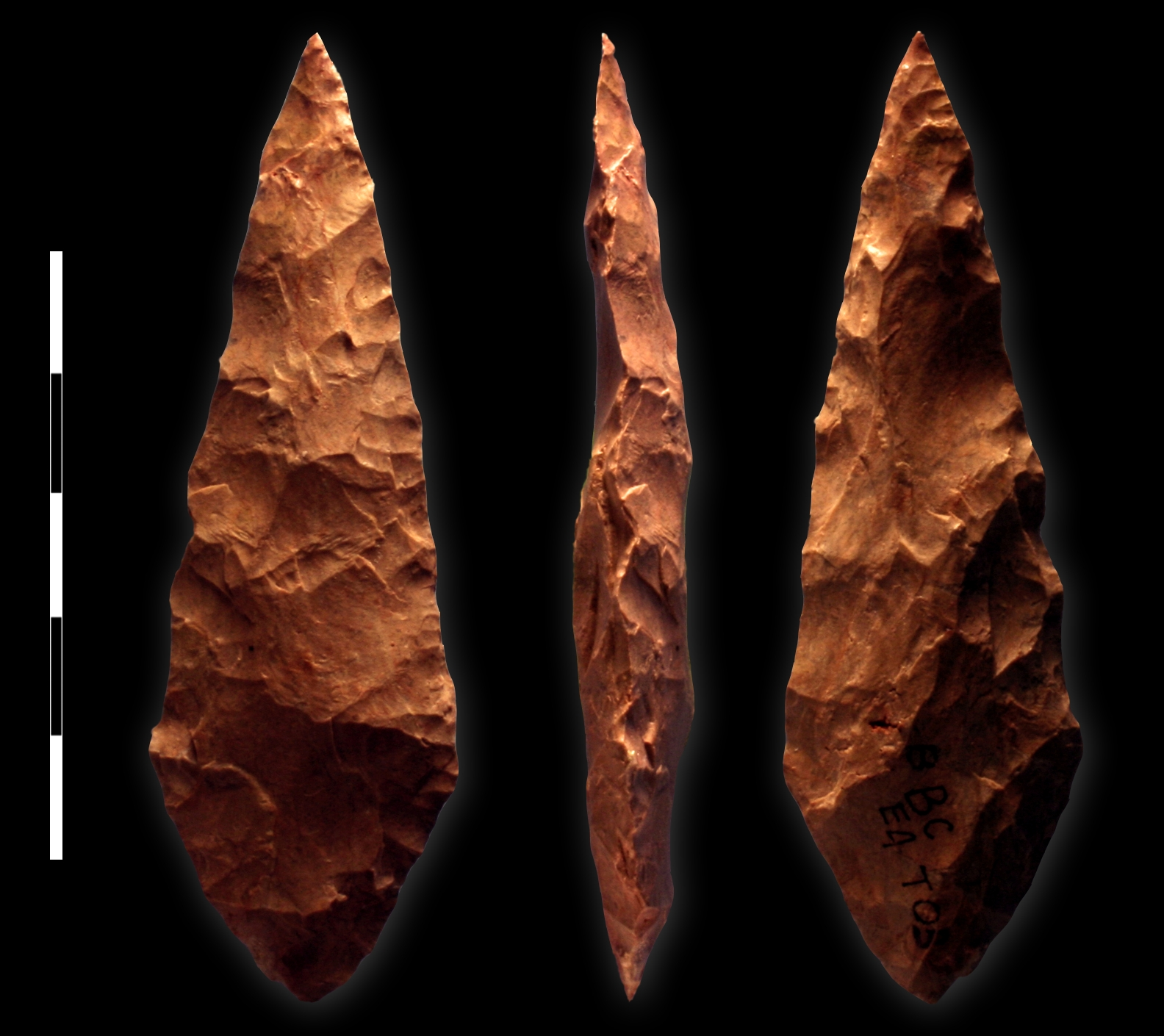
Pointe bifaciale en silcrète de Blombos, Afrique du Sud ; échelle = 5 cm.

L'expression anglaise Middle Stone Age (litt. en français : « Âge de pierre moyen »), fréquemment abrégée en MSA, désigne un ensemble d'industries lithiques préhistoriques trouvées en Afrique australe et orientale, plus ou moins contemporaines des industries du Paléolithique moyen identifiées en Afrique du Nord, en Europe, et en Asie.

## Historique
L'expression Middle Stone Age a été introduite en 1929 par les préhistoriens sud-africains Astley John Hilary Goodwin et Clarence van Riet Lowe dans leur premier ouvrage décrivant l'ensemble des industries lithiques d'Afrique australe connues à cette époque.

## Chronologie
Les industries du Middle Stone Age succèdent à l'Acheuléen en Afrique à partir d'environ 400 000 ans avant le présent (AP), et cèdent la place aux industries africaines du Paléolithique supérieur à partir d'environ 50 000 ans AP.
Le basculement n'est pas synchrone dans toutes les régions du continent africain et on trouve encore des sites représentatifs des industries précédentes bien après l'apparition des industries suivantes.

## Premières industries
Parmi les premières industries du Middle Stone Age ont été plus particulièrement décrits :
- le Fauresmithien ;
- le Sangoen.

## Afrique du Sud
Plusieurs industries du Middle Stone Age tardif (postérieures à 100 000 ans AP) ont été décrites en Afrique du Sud.

De nombreux sites parmi lesquels Blombos et Diepkloof ont livré d'importantes séquences riches en industries du MSA, représentées notamment par le faciès Stillbay dans le premier, les faciès Stillbay et Howiesons Poort dans le second.